# La Arcina
La Arcina es una localidad del estado mexicano de Guanajuato. Es parte del municipio de León.

## Demografía
| Gráfica de evolución demográfica |
|                                  |

| Censo | Población |
| ----- | --------- |
| 1910  | 143       |
| 1921  | 125       |
| 1930  | 161       |
| 1940  | 296       |
| 1950  | 312       |
| 1960  | 317       |
| 1970  | 346       |
| 1980  | 499       |
| 1990  | 542       |
| 2000  | 664       |
| 2010  | 896       |
| 2020  | 1 074     |